# کندان سر
کندان سر روستایی از توابع بخش رودبارالموت شهرستان قزوین در استان قزوین ایران است. اهالی کندان سر تات هستند و زبان تاتی به سخن می‌گویند.

## جمعیت
این روستا در دهستان الموت بالا قرار دارد و براساس سرشماری مرکز آمار ایران در سال ۱۳۸۵، جمعیت آن ۸۹ نفر (۳۵خانوار) بوده‌است.